# Guerre de succession au duché de Bourgogne (1003-1005)
Ne pas confondre avec Succession de Bourgogne de 1032 à 1034 ni avec Guerre de succession de Bourgogne.
La guerre de succession au duché de Bourgogne (1003–1005) fut un conflit pour le contrôle du duché de Bourgogne entre Robert II le Pieux, roi des Francs, et Otte-Guillaume, comte de Mâcon et de Bourgogne, et ses partisans.

## Contexte
Le 15 octobre 1002, le duc de Bourgogne, Henri Ier, meurt à Pouilly-sur-Saône, sans héritier légitime. Le duché de Bourgogne franque, qui est un honneur des Robertiens depuis 954, devrait revenir à son parent le plus proche, son neveu, Robert le Pieux. Néanmoins celui-ci est déjà roi des Francs de l'Ouest. Or Hugues le Grand avait veillé à ce que ce regnum de Bourgogne soit confié à un membre de sa famille différent de celui qui tient les rênes de la Neustrie ou le gouvernement du royaume franc. Si Robert II le Pieux avait eu de Berthe de Bourgogne des enfants, il aurait pu réserver le duché bourguignon à son fils cadet. Mais en 1002, après plus de 5 ans de vie commune, le couple n'a aucun fils.
Dans ce contexte, la prétention d'Otte-Guillaume à gouverner le duché est également légitime. Il est le fils adoptif (privignus) du duc Henri qui avait épousé sa mère Gerberge (en), veuve, vers 972. Il descend des rois d'Italie par son père Adalbert Ier. Il est déjà comte de Bourgogne (province de Besançon[précision nécessaire]), comte de Mâcon, comte de Beaune et avoué de l'abbaye Saint-Bénigne de Dijon. Il dispose d'un réseau solide de soutiens et d'alliés - dont son beau-frère, l'évêque de Langres Bruno de Roucy  ; et son gendre, le comte Landry de Nevers.
Le roi capétien, n'avait qu'un seul soutien au sein de la Bourgogne, mais il était de taille : Hugues de Chalon, évêque d'Auxerre, comte de Chalon et vicomte dans le pagus d'Autun (Charolais). Hugues était demi-oncle d'Otte-Guillaume, via la comtesse Adélaïde de Vienne ou de Chalon, mais il était surtout via son père Lambert de Chalon, le dépositaire d'une alliance avec les Robertiens remontants à 955. La rivalité entre Hugues de Chalon et Otte-Guillaume est d'ailleurs antérieure à cette crise de succession.

## La campagne de 1003: le premier siège d'Auxerre
Dès la fin de 1002, les partisans d'Otte-Guillaume occupent Beaune, Autun, Avallon, et surtout Auxerre avec Landry de Nevers. Mais la cité auxerroise était sous influence robertienne depuis la reine Emma et c'était le verrou au nord de la bourgogne pour rejoindre le duché via l'ancienne via Agrippa. Aussi le roi a pour premier objectif sa reprise. 
Au printemps 1003, la première campagne rassemble les troupes du roi et celles du normand Richard II. L’ost se dirige vers Auxerre en passant par Sens. La démonstration de force devant Sens vise à s’assurer de la loyauté de son comte Fromond II qui est également un beau-frère de Bruno de Roucy et qui n’a pas toujours obéi à la royauté depuis ses démêlés avec l’archevêque de Sens. 
A son arrivée à Auxerre où il retrouve l'évêque Hugues de Chalon, le roi commence par assiéger les murailles de la cité. Il renonce à son entreprise après plusieurs assauts infructueux et déplace son effort de guerre devant les fortifications de l’abbaye Saint-Germain, un peu plus au nord. L'abbé Odilon de Cluny, se propose d'intervenir entre les deux partis, en vain. En tout cas l'abbé de Saint-Germain, Heldric, et la plupart de ses moines peuvent aller se réfugier dans leur prieuré de Moutiers-en-Puisaye. Après six jours de siège le roi se met à haranguer ses troupes. Et lors de cet ultime assaut, une brume commence à envelopper tout le site, affaiblissant les manœuvres des assiégeants. Après une perte considérable, surtout du côté des Normands, le siège est levé. Le lendemain le roi quitte Auxerre mais demeure dans la région pour y pratiquer une politique de terre brûlée.

## La campagne de 1004: le siège de Beaune et le remariage du roi
Le roi n'a pas seulement été réactif sur le plan militaire, il l'a été également sur le plan diplomatique. C'est à cette période qu'il épouse Constance d'Arles après s'être finalement séparé de Berthe de Bourgogne. Ce mariage doit lui donner des héritiers : l'un pour le trône de France, l'autre pour le duché de Bourgogne. Une conquête militaire sans promesse d'un héritier propre à la Bourgogne serait vaine. Si sa précédente épouse Berthe était bourguignonne, car fille de Conrad III, Constance d'Arles descend des Bosonides, une dynastie dont certains membres furent rois et qui fut présente en Italie, en Bourgogne Cisjurane-Provence et dans le duché de Bourgogne. Hugues de Chalon était un cousin, éloigné de Constance et il a probablement aidé à l'organisation de ce mariage. Sa cité de Chalon a pu accueillir le cortège nuptiale à mi-chemin entre la Provence et le domaine royal. La campagne de 1004, qui a lieu en parallèle de ces noces, a ainsi pour théâtre d’opérations le Beaunois et l’Autunois.   
La réalité d’un siège difficile autour de Beaune est confirmée par les Miracles de Saint-Aignan et la Chronique de Saint-Bénigne,. Les troupes royales, évitant les terrains humides irrigués par l'Aigue et la Bouzaize, se sont établies au Nord et à l'Est de la ville fortifiée. Dans cette zone, à l'extérieur des murailles, se trouve l'église Saint-Étienne qui fut malmenée lors de ce siège. Des notices d'actes postérieures au siège évoque sa restauration et sa réparation. Beaune finit par tomber au mains de Robert II.   
Devant la ténacité militaire du roi qui lui permet de se réinstaller à Autun et à Beaune et sa ténacité diplomatique qui aboutit à son mariage prometteur avec Constance, Otte-Guillaume va entamer des négociations de paix entre 1004 et 1005. Les sources font apparaître une nouvelle hiérarchie à Beaune issue de ces accords : un vicomte Eudes de Beaune qui tient ses terres du comte Otte-Guillaume qui les tient lui-même en bénéfice du roi Robert II. Ce dernier a renoncé à reprendre tous les bénéfices initiaux que son oncle Henri avait cédé à Otte-Guillaume. Le roi les laisse au comte principal mais à titre viager. Cela concerne le comté de Beaune et l’avouerie de Saint-Bénigne de Dijon.

## La campagne de 1005: le siège d'Avallon et le deuxième siège d'Auxerre
Le roi Robert doit néanmoins soumettre le comte Landry. Il revient avec son allié normand assiéger Auxerre mais aussi Avallon que tiennent des fidèles du comte de Nevers. Les troupes du roi se concentrent sur cette dernière ville fortifiée comme le montre le diplôme royal du 25 août établi en plein siège. On y confirme par diplôme les termes qui assure à Saint-Bénigne de Dijon la possession des biens donnés par Eudes, vicomte de Beaune, entre autres celle de l’église de Saint-Étienne. Nous y voyons souscrivant autour du roi : Gautier, évêque d’Autun et le comte Otte-Guillaume ; puis l’évêque Foulques de Soissons - sa présence dans l’ost peut signifier qu’il est à la tête des milites épiscopaux et abbatiaux entre Aisne et Oise ; les deux fils d'Otte-Guillaume, le comte Guy et le comte Renaud ; Hugues de Beauvais, le comte palatin qui est à la tête des contingents issus des régions où il est présent : Orléans, Dreux, Beauvais ; le comte Raoul d’Ivry, le conseiller de Richard II ; Bouchard le Vénérable, l’ancien bras droit de Hugues Capet, à la tête de troupes issues du pagus parisien ; et le vicomte Eudes de Beaune.  
Quelques semaines plus tard, Avallon affamée se rend au roi, qui rejoint aussitôt les Normands de Richard II à Auxerre. Landry ne résiste pas, à la fin de l’automne 1005, Auxerre retourne sous le contrôle du capétien. Landry de Nevers pourra recouvrer les honneurs qu'il tenait avant 1003 mais il devra rendre hommage directement au roi.  

## Conséquences
Sa victoire va permettre au roi de gouverner directement le duché de Bourgogne jusqu'à la majorité de son fils cadet. Cela devait être initialement Henri, mais à la suite du décès de l'aîné Hugues, le duché reviendra à Robert de Bourgogne.
Pendant le conflit, Robert II n'est jamais intervenu la province épiscopale de Langres dont le titulaire bénéficiait aussi de la protection des Ottoniens depuis 960. En 1006, dans une rencontre à Yvois sur la Meuse avec l'empereur Henri II, Robert II s'assure qu'il pourra intervenir directement sur le siège de Langres dès la mort de son titulaire. En Janvier 1016, Brunon de Roucy décède, le roi intervient manu militari à Dijon et à Langres où il fait élire Lambert au siège épiscopal. 
La mort d'Otte-Guillaume survient en octobre 1026. Suivant les accords de 1005, le capétien récupère le comté de Beaune où on le voit présent à Argilly en 1030. De même, il confie à Hugues de Chalon l'avouerie de l'abbaye Saint-Bénigne de Dijon.